# RADIO 4 YOU
RADIO 4 YOU（レディオ・フォー・ユー）は、2007年2月より展開している北海道民放ラジオ4局（HBCラジオ・STVラジオ・AIR-G'・NORTH WAVE）合同キャンペーンである。タイトルは民放ラジオ4局を指す「RADIO 4」に「FOR YOU」をかけた。
1999年には同様に4局合同で「HOKKAIDO RADIO 4」と題し、共同制作特番のサイマル放送などを展開していた。

## 概要
北海道の民放4局が力を合わせ、北海道民及びリスナーに向けて「ラジオだからできること」を発信していく企画。各局のパーソナリティ代表者が集まり、キャンペーンスポットを収録し各局CM枠で放送している。
2007年2月に「防災」をテーマに開始。5月からは第2弾「交通安全」を展開している。

## 参加パーソナリティ
- 喜瀬ひろし（STVパーソナリティ、同局元アナウンサー）
- YASU（HBCパーソナリティ・第1弾）
- 田村美香（同・第2弾）
- 千葉ひろみ（AIR-G'アナウンサー・第1弾）
- 高山秀毅（同・第2弾）
- GUCHY（ノースウェーブDJ・第1弾）
- 奥かおる（同・第2弾）

## 関連団体
- AMラジオ災害問題協議会
- NHK・民放連共同ラジオキャンペーン in 北海道 「キタラジ」